# Search Party
Pour plus de détails, voir Fiche technique et Distribution.
Search Party est une comédie américaine réalisée par Scot Armstrong (en), sortie en 2014.

## Fiche technique
- Titre : Search Party
- Réalisation : Scot Armstrong (en)
- Scénario : Scot Armstrong (en), Mike Gagerman et Andrew Waller
- Montage : Sam Seig
- Musique : Craig Wedren
- Photographie : Tim Orr
- Producteur : Scot Armstrong (en), Paul Brooks (en), Neal H. Moritz et Ravi Nandan
  - Coproducteur : Jeff Levine
  - Producteur associé : Sian McArthur
- Production : Gold Circle Films, RGB et Original Film
- Distribution : Universal Pictures
- Pays d’origine :  États-Unis
- Genre : Comédie
- Durée : 89 minutes
- Dates de sortie :
  -  France : 10 décembre 2014
  -  États-Unis : 13 mai 2016

## Distribution
- Alison Brie : Elizabeth
- Krysten Ritter : Christy
- T. J. Miller : Jason
- Thomas Middleditch : Nardo
- Adam Pally : Evan
- Jason Mantzoukas : Hugo
- Lance Reddick
- Brian Huskey : Pargo
- Taryn Terrell
- Shannon Woodward : Tracy
- Valerie Adams : le patron de la boutique